# Conistra robusta
Conistra robusta är en fjärilsart som beskrevs av Engramelle. Conistra robusta ingår i släktet Conistra och familjen nattflyn. Inga underarter finns listade i Catalogue of Life.